# La Ballade de Narayama (film, 1958)
Pour les articles homonymes, voir La Ballade de Narayama.
Pour plus de détails, voir Fiche technique et Distribution.
La Ballade de Narayama (楢山節考, Narayama bushikō) est un film japonais réalisé par Keisuke Kinoshita et sorti en 1958. Un remake, désormais célèbre, dû à Shōhei Imamura, a obtenu la Palme d'or au Festival de Cannes 1983.

## Synopsis
Un village de haute montagne, au Japon : selon une coutume ancestrale, et, à cause du manque de nourriture, les hommes et les femmes de plus de 70 ans doivent être transportés sur le dos, par un des leurs, et abandonnés au mont Narayama. La vieille Orin, en âge d'y être conduite, encourage son fils, Tatsuhei, à accomplir cette tâche. La mère est déterminée mais le fils agit contre sa propre volonté.

## Fiche technique
- Titre du film : La Ballade de Narayama[1]
- Titre original : 楢山節考 (Narayama bushikō?)
- Réalisation et scénario : Keisuke Kinoshita, d'après un roman de Shichirō Fukazawa[2]
- Photographie : Hiroyuki Kusuda
- Musique : Kineya Rokuzaemon XIV (ja) et Matsunosuke Nozawa
- Montage : Yoshi Sugihara
- Direction artistique : Chiyō Umeda
- Décors : Kisaku Itō
- Producteurs : Masaharu Kokaji, Ryūzō Otani
- Société de production : Shōchiku
- Pays de production :  Japon
- Langue originale : japonais
- Format : couleur (Fujicolor) - 2,35:1 - 35 mm - son mono
- Genre : Drame
- Durée : 98 minutes (métrage : onze bobines - 2 677 m[3])
- Dates de sortie :
  - Japon : 1er juin 1958[3]
  - France : 22 mai 1996[4],[5]

## Distribution artistique
- Kinuyo Tanaka : Orin
- Teiji Takahashi : Tatsuhei
- Yūko Mochizuki : Tamayan
- Danko Ichikawa : Kesakichi
- Keiko Ogasawara : Matsu-yan
- Seiji Miyaguchi : le fils de Matsu-yan
- Ken Mitsuda : Teruyan

## Commentaire
Contrairement au film ultérieur de Shōhei Imamura, beaucoup plus réaliste, l'adaptation de Keisuke Kinoshita est plutôt traditionnelle. Le décor est stylisé à la manière du kabuki et les personnages déclament leur texte, suivant le joruri, récitatif mélodramatique avec accompagnement de shamisen. Les effets théâtraux sont donc délibérés et conduisent à une « distanciation des émotions extrêmes » (Donald Richie), y compris dans la scène où la vieille mère, Orin (Kinuyo Tanaka), pour amoindrir ses capacités alimentaires, brise ses bonnes dents sur une meule en pierre. En revanche, le parti pris de dramaturgie picturale rend, selon Donald Richie, la critique sociale velléitaire. « La Ballade de Narayama de Kinoshita nous fait admirer le traditionnel respect avec lequel les jeunes étaient censés considérer leurs aînés au Japon ».
Une vision se situant aux antipodes de celle de Shōhei Imamura que Kinoshita accusa de pornographie.

## Accueil critique
Selon François Truffaut : « La Légende de Narayama (...) est un film typiquement japonais difficilement exploitable en Europe et cependant d'une très grande beauté ; plastiquement moins réussi que les Mizoguchi que nous avons pu voir à la Cinémathèque ou dans les festivals, La Légende de Narayama s'inscrit pourtant dans la même tradition (...). Dieu ! Quel beau film ! »
Selon Max Tessier : « Kinuyo Tanaka, l'interprète favorite de Mizoguchi, est bouleversante dans le rôle d'Orin, aux frontières du réel et de la légende. Mais l'intérêt du film, au-delà du récit lui-même, réside dans la prouesse technique d'un studio qui n'excluait pas les recherches formelles au sein d'un système assez conservateur ».

## Distinctions
Sauf indication contraire, les informations mentionnées dans cette section peuvent être confirmées par la base de données cinématographiques IMDb,  présente dans la section « Liens externes ».

### Récompenses
- 1959 : prix Kinema Junpō du meilleur film, de la meilleure actrice pour Kinuyo Tanaka et du meilleur réalisateur pour Keisuke Kinoshita[8]
- 1959 : prix Mainichi du meilleur film, du meilleur réalisateur et de la meilleure musique pour Kineya Rokuzaemon XIV (ja) et Matsunosuke Nozawa[9]

### Sélection
La Ballade de Narayama est présenté en compétition pour le Lion d'or lors de la Mostra de Venise 1958